# Sallustius trädgårdar
Sallustius trädgårdar (latin: Horti Sallustiani, italienska: Giardini di Sallustio) var en vidsträckt egendom i Rom, uppförd av den romerske historikern Sallustius under 100-talet f.Kr. Trädgårdarna var belägna i dagens Rione Sallustiano.
Egendomen ägdes ursprungligen av Julius Caesar; efter dennes död år 44 f.Kr. köptes den av Sallustius. Han byggde ut den med hjälp av den rikedom han erhållit som guvernör för provinsen Africa Nova i Numidien. Vid Sallustius död år 35 f.Kr. övergick egendomen i hans adopterade sons ägo. Så småningom kom trädgårdarna i kejsar Tiberius ägo och de kom med tiden att bebyggas med salar och paviljonger. Flera kejsare nyttjade Sallustius trädgårdar som residens istället för det kejserliga palatset på Palatinen. Kejsar Nerva avled här. Hadrianus och Aurelianus lät uppföra byggnader i Sallustius trädgårdar. Hadrianus runda aula utgör ett exempel; denna aula, med en diameter på 11 meter och en höjd på 13 meter, kan ha varit en coenatio, det vill säga en matsal.
En rad skulpturer och konstverk har under århundradena påträffats i ruinerna efter Sallustius trädgårdar. Exempel på dessa är:
- Döende gallern
- Sovande hermafroditen
- Borghesevasen
- Ludovisitronen

## Bilder
| - Döende gallern. - Sovande hermafroditen. - Borghesevasen. - Ludovisitronen. |

| - Sallustius trädgårdar på en karta över Rom från år 2021. |

### Webbkällor
- ”Horti Sallustiani” (på italienska). info.roma.it. Arkiverad från originalet den 2 april 2021. https://archive.md/8FEPf. Läst 2 april 2021.